# Mary Hughes
Mary Hughes, född (uppgift saknas) i Storbritannien, död (uppgift saknas), var en brittisk friidrottare med hoppgrenar som huvudgren. Hughes var en pionjär inom damidrott, hon blev silvermedaljör vid den första ordinarie Damolympiaden 1922 i Paris.

## Biografi
Mary Hughes föddes i Storbritannien. Senare studerade hon vid Regent Street Polytechnic belägen på Regent Street i centrala London.
I ungdomstiden blev hon intresserad av friidrott och gick med i universitetets idrottsförening "London Olympiades Athletic Club" (senare "Polytechnic Ladies Athletic Club").
1922 deltog i den första ordinarie damolympiaden den 20 augusti 1922 i Paris. Den engelska deltagartruppen hade valts vid uttagstävlingar i stadsdelen Paddington den 12 augusti. Under idrottsspelen vann hon silvermedalj i längdhopp utan ansats med ett resultat på 2,40 meter efter amerikanska Camille Sabie med 2,48 meter.
Senare drog Hughes sig tillbaka från tävlingslivet.